# Logistik inside
Logistik inside (Eigenschreibweise: LOGISTIK inside) war ein deutsches Fach- und Wirtschaftsmagazin für Logistik, IT und Supply-Chain-Management des Verlags Springer Transport Media aus der Fachverlagsgruppe Springer Science+Business Media. Im August 2009 wurde es in die VerkehrsRundschau integriert.

## Logistik Masters
Das Magazin richtete ab 2006 jährlich den Wissenswettbewerb Logistik Masters zu Fachfragen der Logistik für Studierende im deutschsprachigen Raum aus. Preisträger waren
- 2006: Stefan Plotzki (1. Platz), Tobias Rosinski (2. Platz), Joern Deiseroth (3. Platz)
- 2007: Lars Fischer (1. Platz), Björn Asdecker (2. Platz), Gerd Hahn (3. Platz)
- 2008: Karsten Wenzel (1. Platz), Dorothea Schmid (2. Platz), Christian Eder (3. Platz)
- 2009: Sebastian Hilgert (1. Platz), Julia Kemper (2. Platz) und Bjørn Erdmann (3. Platz)

Der Wettbewerb wird seit 2010 von der VerkehrsRundschau fortgeführt.